# Nelson Boyd
Nelson Boyd (* 6. Februar 1928 in Camden, New Jersey; † Oktober 1985) war ein amerikanischer Jazz-Bassist des Bebop.
Neson Boyd spielte um 1945 in Philadelphia in lokalen Orchestern, kam 1947 nach New York und spielte mit Coleman Hawkins, Tadd Dameron und Dexter Gordon, danach mit Sarah Vaughan, Dizzy Gillespie, Charlie Barnet 1948. Seit 1949 trat Boyd etwas in den Hintergrund, nahm jedoch 1956 mit Dizzy Gillespie an dessen Tournee in den Mittleren Osten teil. Er spielte außerdem Platten ein mit Fats Navarro und Charlie Parker 1947, mit Miles Davis und Jay Jay Johnson 1949.